# لاو ولت
لاو ولت (هلندی: Lau Veldt؛ زادهٔ ۱۸ ژوئن ۱۹۵۳) دوچرخه‌سوار اهل هلند است.
وی در مسابقات کشوری و بین‌المللی در مجموع برندهٔ ۱ مدال برنز شده‌است.